# Синаяна
Синаяна (англ. Sinajana, чамор. Sinahånña) — деревня и муниципалитет на острове Гуам, самая маленькая из девятнадцати деревень Гуама. Расположена на холмах к югу от столицы острова Хагатны. Название деревни, возможно, произошло от слова «сино-джан» — посуды, используемой для приготовления дикого ямса, который когда-то рос в этом районе.

## Образование

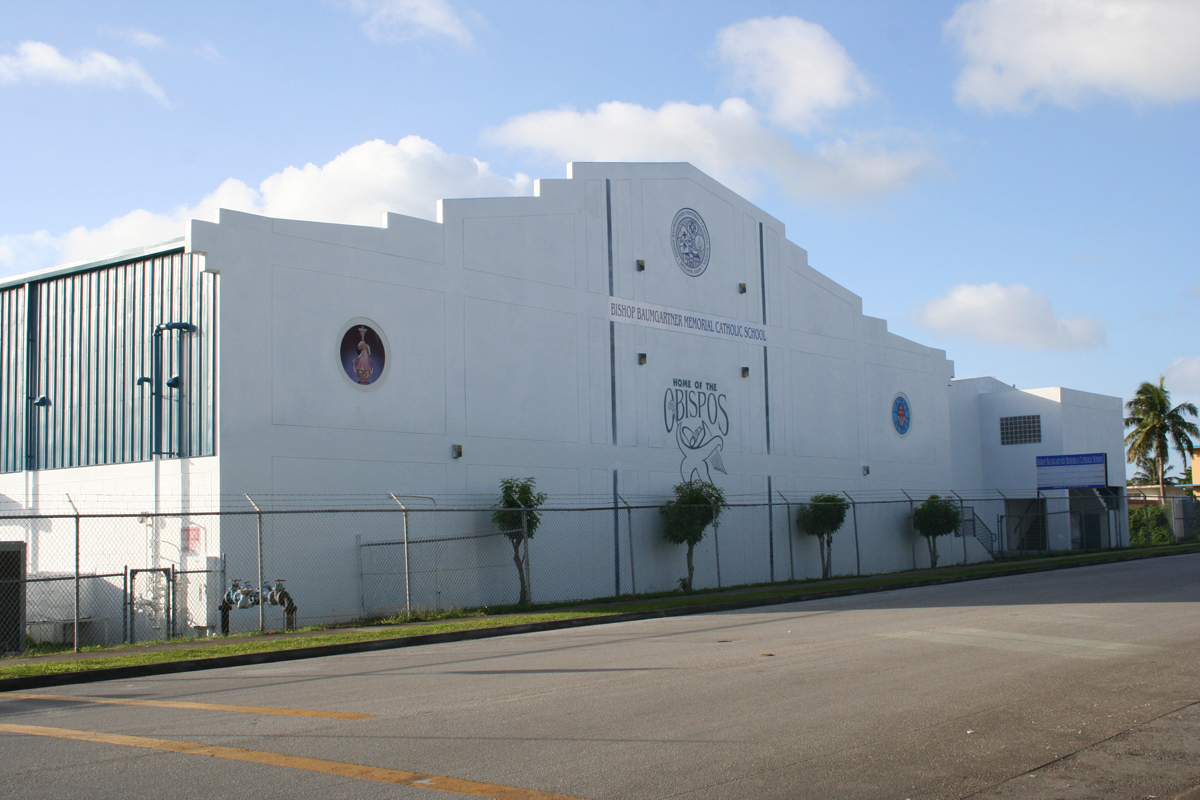
Католическая школа Бомгартнера в Синаяне

Синаяна обслуживается государственной системой школ Гуама. Деревню обслуживает средняя школа Джорджа Вашингтона в Манджилао.
В Синаяне находится частная Католическая школа Бомгартнера.

## Демография
Население Синаяны по переписи 2010 года составляет 2 592 человека.